# Lago Borzechowskie
El lago Borzechowskie (en polaco: Jezioro Borzechowskie) es un pequeño lago de origen glacial de Polonia, situado en el voivodato de Pomerania, en su parte sur, a unos 70 km de distancia de Gdansk, la capital de la región, y en la proximidad de Zblewo.

## Localización
El lago Borzechowskie se encuentra en un área densamente forestada, zona de lagos que constituye un destino popular para pasar los días festivos. 
El paisaje es llano, y aparte del lago Borzechowskie, hay también otros dos lagos grandes, el lago Niedackie y el lago Szteklin.